# Circus Daze
Circus Daze est un court métrage d'animation américain, en couleur de la série des Happy Harmonies réalisé par Hugh Harman, sorti le 16 janvier 1937.
Il fait aussi partie des films ayant pour personnage principal Bosko.

## Fiche technique
- Titre : Circus Daze
- Série : Happy Harmonies
- Réalisateur : Hugh Harman
- Voix : Rochelle Hudson (Honey), Carman Maxwell (Bosko)
- Producteur : Hugh Harman, Rudolf Ising
- Production : Harman-Ising Studio
- Distributeur : Metro-Goldwyn-Mayer
- Date de sortie[1] : 16 janvier 1937
- Format d'image : Couleur (Cinecolor)
- Son : Mono (Vitaphone[1])
- Musique originale : Scott Bradley
- Durée : 8 min 52
- Langue : (en)
- Pays de production :  États-Unis